# Музей історії Львівського національного університету імені Івана Франка
Музей історії Львівського національного університету імені Івана Франка — спеціалізований музей, присвячений розвитку університету у Львові. Заснований 1964 року.

## Історія
Університетський музей у Львові почався з колекції ректорських портретів у залі засідань Сенату. Ідея створення сучасного університету виникла 1961 року з нагоди відзначення 300-літнього ювілею цього закладу. Основи музею було закладено у 1960-ті роки. При університеті було створено пошукову групу з висококваліфікованих науковців, музеєві було виділено приміщення для фондосховища й експозиції. А сам музей відкрився 4 листопада 1964 року. Постановою комісії Міністерства культури від 25 вересня 1978 р. Музеєві історії Університету присвоєно статус «Народний Музей».

## Експозиція
Експозиція музею поділяється на декілька розділів, а саме:
- Передумови заснування Університету (кін. XVI — сер. ХУІІ ст.);
- Львівська Академія у часи Речі Посполитої (1661–1773);
- Австрійський період історії Університету (1784–1918);
- Університет між Світовими війнами (1918–1939);
- Радянський Університет (1939–1990);
- Сучасний розвиток Університету.

## Фонди
Експозиція музею присвячена минулому і сучасному станові розвитку Львівського університету, найстарішого безперервно діючого вищого навчального закладу на теренах України. Серед експонатів музею є дипломи випускників з часів Австро-Угорської імперії, Польської держави та СРСР, документи й особисті речі визначних людей, рукописи та видання наукових праць, нагороди заслужених діячів освіти, науки й культури, колективів художньої самодіяльності та спортивних команд, твори живопису, скульптури, фотографії, наукові прилади та інші предмети, пов'язані з історією університету у Львові.

## Видавнича діяльність
- Львівський національний університет імені Івана Франка. 350 років. Календар. Упорядники Шуст Р. М., Качмар В. М., Гудима Ю. В., Тарнавський Р. Б.. Видавничий центр ЛНУ імені Івана Франка. 2011.
- Львівський національний університет імені Івана Франка. 350. 1661–2011. Ювілейне ілюстроване видання. Упорядники Шуст Р. М., Качмар В. М., Лукавий Ф. П., Гудима Ю. В., Тарнавський Р. Б.. ТзОВ "Дизайн-студія «Папуга». 2011. ‑48 С.
- Encyclopedia. Львівський національний університет імені Івана Франка. У 2‑х т. Т.І: А-К. -Львів: ЛНУ імені Івана Франка, 2011. −716 с. + 112 вкл. І том містить 2562 статті, 1914 ілюстрацій, карту, 4 таблиці. (Гудима Ю. В. — чл. видавничої ради, добір і впорядкування ілюстрацій).

## Практична інформація
Режим роботи: щодня з 9.00 до 18.00, обід з 13.00 до 14.00, вихідні дні — субота, неділя.